# Гастингс, Фрэнсис, 14-й граф Хантингдон
Фрэнсис Пауэр Плантагенет Гастингс (англ. Francis Power Plantagenet Hastings; 4 декабря 1841 — 20 мая 1885) — британский аристократ, 14-й граф Хантингдон с 1875 года. Сын Фрэнсиса Гастингса, 13-го графа Хантингдона, и Элизабет Пауэр. Учился в Оксфордском университете, после смерти отца унаследовал семейные владения и занял место в Палате лордов. Был женат на Мэри Вестенра, дочери Джона Вестенра. В этом браке родились:
- Уорнер (1868—1939), 15-й граф Хантингдон[3];
- Констанс (1870—1922), жена сэра Томаса Пасли, 3-го баронета[4];
- Илена (1872—1946), жена Колина Кэмпбелла[5];
- Осмонд (1873—1933)[6];
- Иерна (1874—1935), жена Джона Тафтона, 2-го барона Хотфилда из Хотфилда[7];
- Обри (1878—1929)[8];
- Ровена (1879—1944), жена Грэхема Патерсона[9];
- Уилмот (1880—1949), жена сэра Уильяма Басса, 2-го баронета[2].